# Fietssnelweg F43
De fietssnelweg F43 Aalst - Sint-Niklaas of fietsostrade F43 volgt de oude spoorwegbedding tussen Aalst en Dendermonde. Tussen Dendermonde en Sint-Niklaas kan men voorlopig fietsen langs gewestweg N41, dit vanwege een onafgewerkt tracé. Op het grondgebied is de fietsweg tot aan Gijzegem aangelegd.